# Chlorosea margaretaria
Chlorosea margaretaria là một loài bướm đêm trong họ Geometridae.